# الشباب (صعدة)
الشباب هي إحدى قرى الجمهورية اليمنية. وهي تتبع جغرافيًا لمحافظة صعدة. وإداريًا لمديرية مجز. يبلغ تعداد سكانها 1125 نسمة حسب الإحصاء الذي جرى عام 2004.